# Taras Schewtschenko

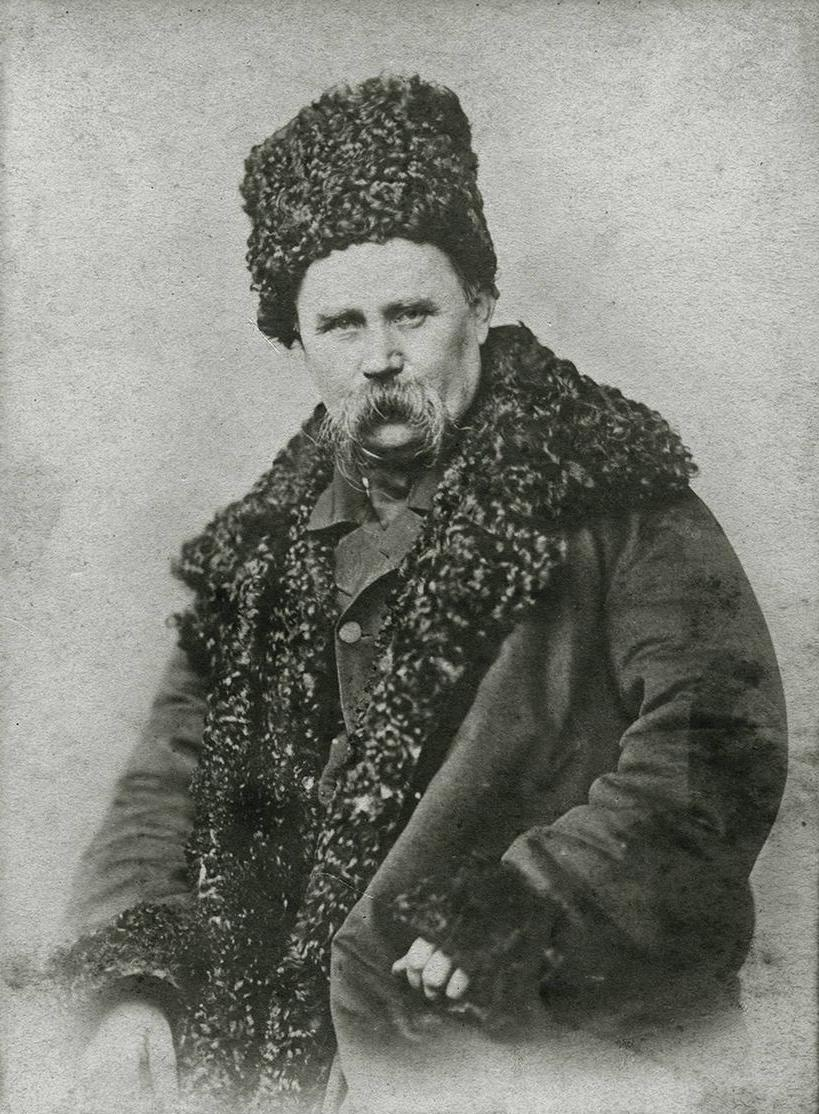
Taras Schewtschenko 1859

Taras Hryhorowytsch Schewtschenko (ukrainisch Тарас Григорович Шевченко [tɐˈrɑz ɦrɪˈɦɔrowɪtʃ ʃeu̯ˈtʃɛnko], wiss. Transliteration Taras Hryhorovyč Ševčenko; * 25. Februarjul. / 9. März 1814greg. in Morynzi, Gouvernement Kiew, Russisches Kaiserreich; † 26. Februarjul. / 10. März 1861greg. in Sankt Petersburg) war ein ukrainischer Maler und Lyriker.
Das literarische Werk des ukrainischen Nationaldichters legte den Grundstein zur Schaffung der modernen ukrainischen Literatur, und seine Dichtung trug stark zur Entwicklung der modernen ukrainischen Sprache und zum Erwachen des ukrainischen Nationalbewusstseins bei.

## Leben

### Kindheit und Jugend
Schewtschenko wurde im Dorf Morynzi im Ujesd Swenyhorodka des Gouvernements Kiew, heute Oblast Tscherkassy, Ukraine, als drittes von sechs Kindern der Leibeigenen Hryhorij Iwanowytsch Schewtschenko (1781–1825) und Kateryna Jakymiwna Schewtschenko geb. Bojko (1783–1823) geboren. Er hatte eine ältere Schwester, Kateryna (1804–1848), und einen älteren Bruder Mykyta (1811–1870) sowie zwei jüngere Schwestern und einen jüngeren Bruder. Seine Familie zog mit ihm, als er etwa zwei Jahre alt war, an den Geburtsort seines Vaters ins nahegelegene Dorf Kyryliwka (Кирилівка), das heutige Schewtschenkowe, in dem er die folgenden zwölf Jahre seiner Kindheit verbrachte.

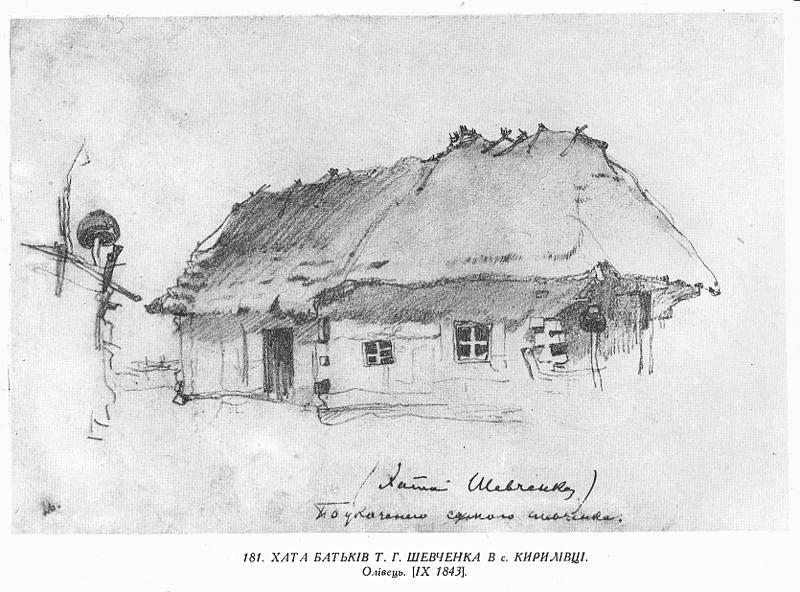
Skizze seines Elternhauses; T. Schewtschenko zwischen 1830 und 1847

Da seine Familie des Lesens und Schreibens kundig war, konnte sie Taras bereits in jungen Jahren Religion, Kultur und Literatur nahebringen. Sein Großvater Iwan Schewtschenko, der Zeuge der Hajdamaken-Bewegung war, übte dabei einen bedeutenden Einfluss auf Taras aus.
So arbeitete er einerseits als Hirtenjunge, konnte aber andererseits die Schule besuchen und las bereits mit 13 Jahren Werke von Hryhorij Skoworoda und Iwan Kotljarewskyj, den Begründern der ukrainischen Literatur und Philosophie. Früh entdeckte man in ihm auch ein Talent zum Zeichnen und Malen.
Im Jahr 1823 starb Taras’ Mutter und sein Vater heiratete ein zweites Mal. Mit elf Jahren wurde Schewtschenko Vollwaise und mit 14 Jahren wurde er, nachdem sein bisheriger Gutsherr Wassili Engelhardt 1828 gestorben war und das Dorf Kyryliwka samt seinen Bewohnern in das Eigentum seines Sohnes Pawel Engelhardt übergegangen waren, Kammerdiener des neuen Herren. Während seiner Pausen malte er die Lithographien in Engelhardts Haus ab, worüber sich dieser empörte und den jungen Taras auspeitschen ließ. Jedoch reizte Engelhardt schließlich die Aussicht, einen leibeigenen Künstler zu besitzen, und fortan begann er Schewtschenko zu fördern. In der Folge begleitete Schewtschenko seinen Gutsherrn auf vielen Reisen. Von Herbst 1829 an war er mit ihm im litauischen Wilna und studierte dort bei Jan Rustem, einem Professor für Malerei an der Wilnaer Universität, Malerei. Nachdem der litauische Generalgouverneur Alexander Rimski-Korsakow in Wilna aufgrund des polnischen Novemberaufstands zum Rücktritt gezwungen worden war, reiste Engelhardt als dessen Adjutant in Begleitung von Schewtschenko nach Sankt Petersburg.

### Erste Sankt Petersburger Zeit
Im März 1831 in Sankt Petersburg angekommen, gestattete Engelhardt ihm, beim Maler Wassili Grigorjewitsch Schirjajew (Василий Григорьевич Ширяев), der vorwiegend als Theaterdekorateur tätig war, in die Lehre zu gehen. Obwohl er offiziell noch ein Leibeigener war, erlaubte ihm seine Lehre dennoch eine gewisse persönliche Freiheit. So lernte er während seiner Lehrzeit Russisch, Polnisch und Französisch, besuchte die örtlichen Theater sowie anatomische und physikalische Vorlesungen und interessierte sich für Kunstgeschichte und die Petersburger Architektur. Im Sommergarten von Sankt Petersburg, wo er in seiner Freizeit die Statuen skizzierte, lernte er im Jahr 1835 oder 1836 seinen Landsmann Iwan Soschenko kennen, der ihm einige Grundlagen der Malerei beibrachte und ihn in die künstlerische Gesellschaft von Sankt Petersburg einführte. Unter anderem machte Soschenko ihn mit Jewhen Hrebinka, Wassili Schukowski, Karl Brjullow und Alexei Wenezianow bekannt.

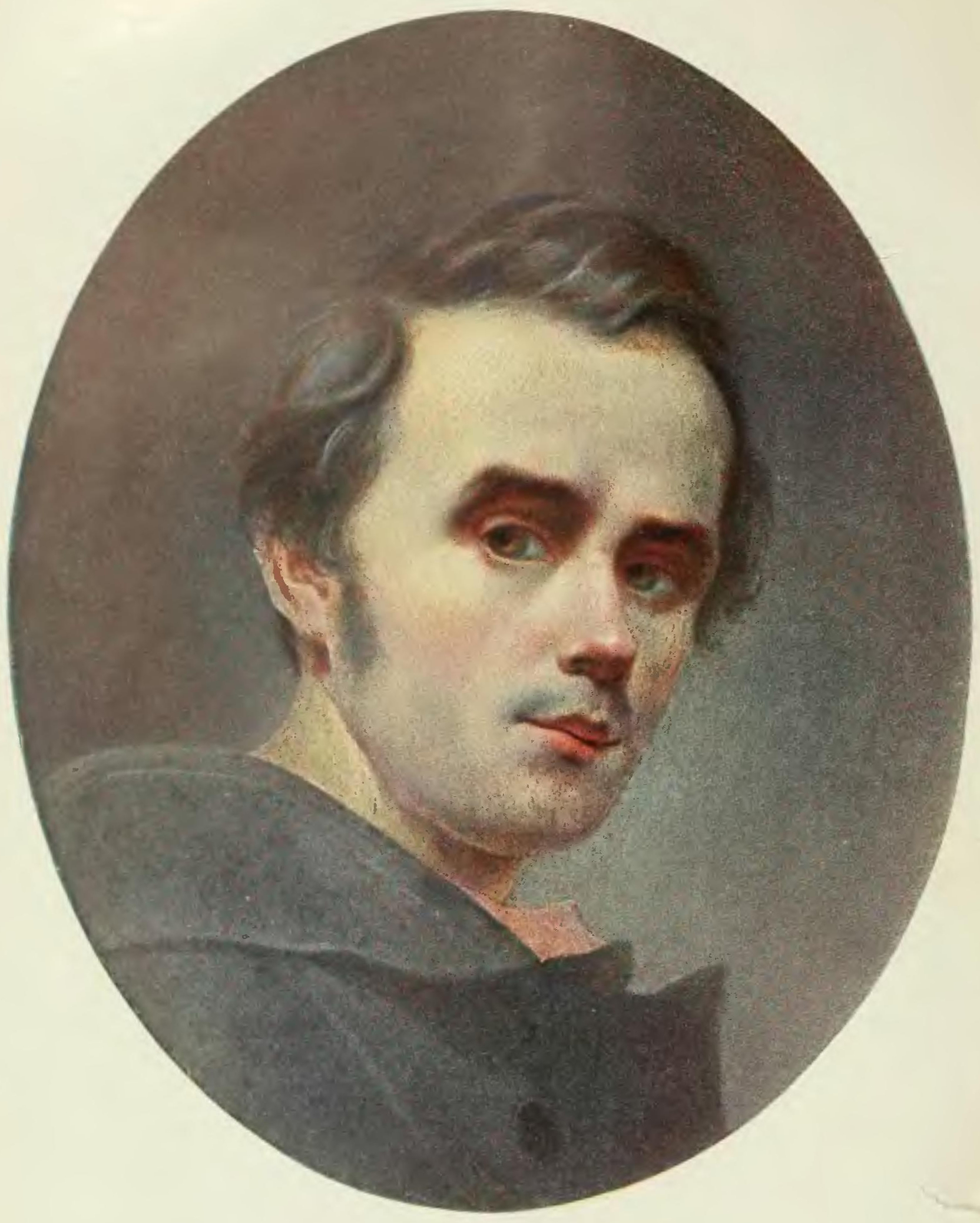
Selbstbildnis, Öl; 1840

Durch das Leben in Petersburg, dem Zentrum des russischen Geisteslebens, und die Bekanntschaft mit Soschenko eignete sich Schewtschenko innerhalb weniger Jahre eine umfassende Bildung an. Er unternahm erste Versuche als Dichter und fand Freunde und Anerkennung in literarischen Zirkeln. Der seelische Zwiespalt, immer noch Leibeigener zu sein, und die Sehnsucht nach Freiheit und Selbstbestimmung belasteten ihn; diese Sehnsucht zog sich zeitlebens wie ein roter Faden durch seine Werke.

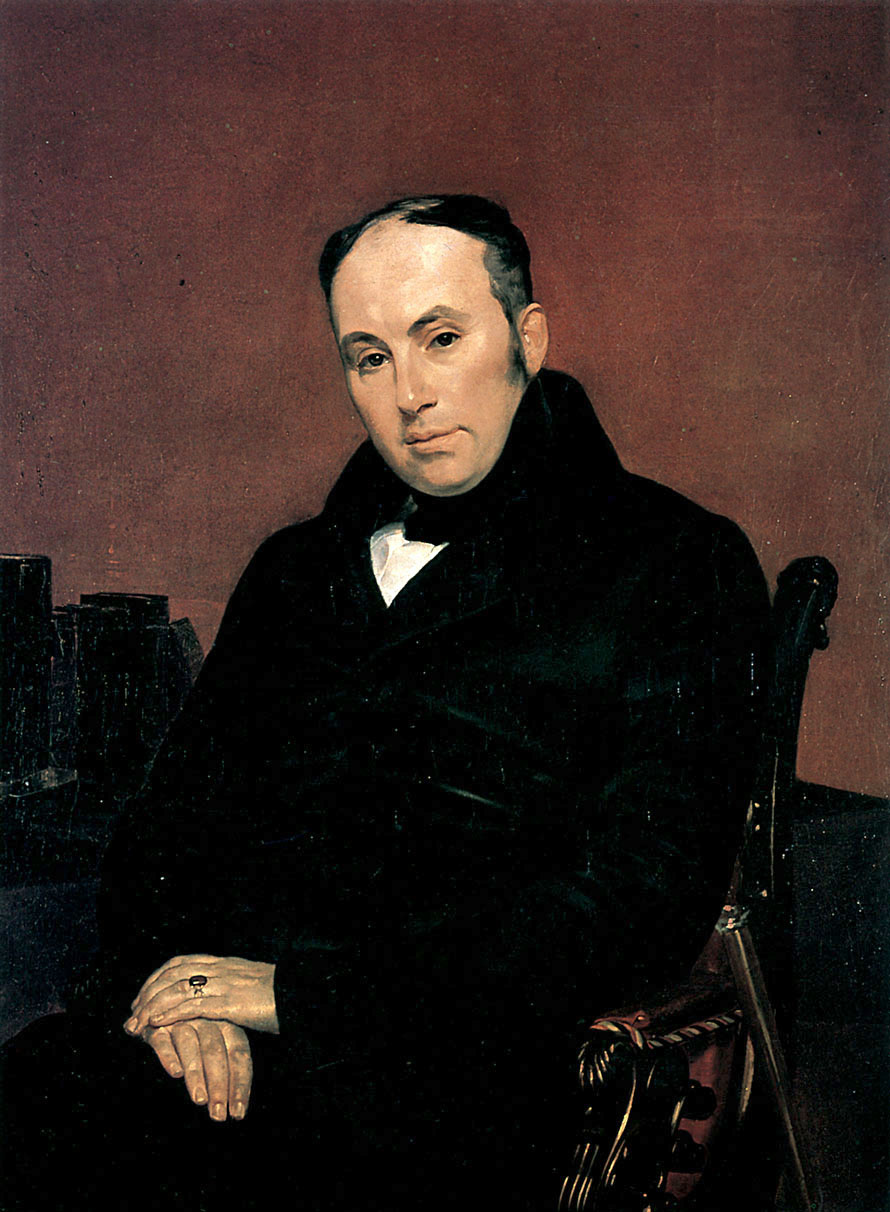
Das von Brjullow gemalte Porträt von Schukowski, das zum Loskauf von Schewtschenko diente

Nachdem seine neu gewonnenen Freunde bemerkt hatten, wie Schewtschenko unter seiner Unfreiheit litt, beschlossen sie, ihn aus der Leibeigenschaft freizukaufen. Zunächst sprach Karl Brjullow vergeblich bei Pawel Engelhardt wegen Schewtschenkos Loskauf vor, doch tags darauf war Alexei Wenezianow erfolgreicher, und Engelhardt nannte den Preis für Schewtschenko: 2500 Rubel. Das war ein unverschämt hoher Preis, zahlte doch ein gut geschulter leibeigener Handwerker lediglich 500 bis 1000 Rubel für seine Freiheit. Diese Summe war selbst für Schewtschenkos Gönner zu hoch und so entstand die Idee, eine Lotterie über diesen Betrag mit einem Gemälde von Karl Brjullow zu veranstalten. Ein Jahr später war das Bildnis, ein Porträt von Wassili Schukowski, welches sich heute in der Tretjakow-Galerie befindet, fertig und die Lotterie fand am 14. April 1838 im Palast von Zarskoje Selo statt. So konnte sich Schewtschenko am 22. April 1838, mit finanzieller Unterstützung der Zarenfamilie, die 1000 Rubel beisteuerte, und einflussreicher Freunde, darunter der Maler Apollon Mokrizki, der Dichter Wassili Schukowski sowie der Kunsthistoriker Wassili Grigorowitsch, aus seiner Unfreiheit loskaufen.
Tags darauf wurde er Student an der Akademie der Künste und finanzierte sein Leben in Petersburg durch seine Arbeit als Maler. Seit 1838 konzentrierte sich Schewtschenko stärker auf seine literarische Arbeit. Mit seinen ersten Veröffentlichungen ab 1840 zeigte sich die Besonderheit seiner Rolle als Dichter: Einerseits eine bäuerliche, aus Knechtschaft und Unfreiheit geborene Stimme, andererseits kultiviert und hochgebildet, verarbeitete er diese Elemente seiner Persönlichkeit auf ganz neue Weise in seiner Dichtung. Bereits sein erster Gedichtband, Kobsar, wurde nur stark zensiert herausgegeben, dennoch erfuhr er tiefgreifende Resonanz bei der russischen Intelligenz. Man bescheinigte ihm Talent, kritisierte jedoch scharf die Tatsache, dass er die „bäuerliche“ ukrainische Sprache, vermeintlich ein primitiver Dialekt des Russischen, für seine Dichtung gewählt hatte. Die Verwendung der russischen Sprache in der Ukraine wurde damals staatlich propagiert und auch Schewtschenko war davon beeinflusst. Zeitlebens schrieb er sein persönliches Tagebuch ausschließlich auf Russisch.

### Reisen in die Ukraine

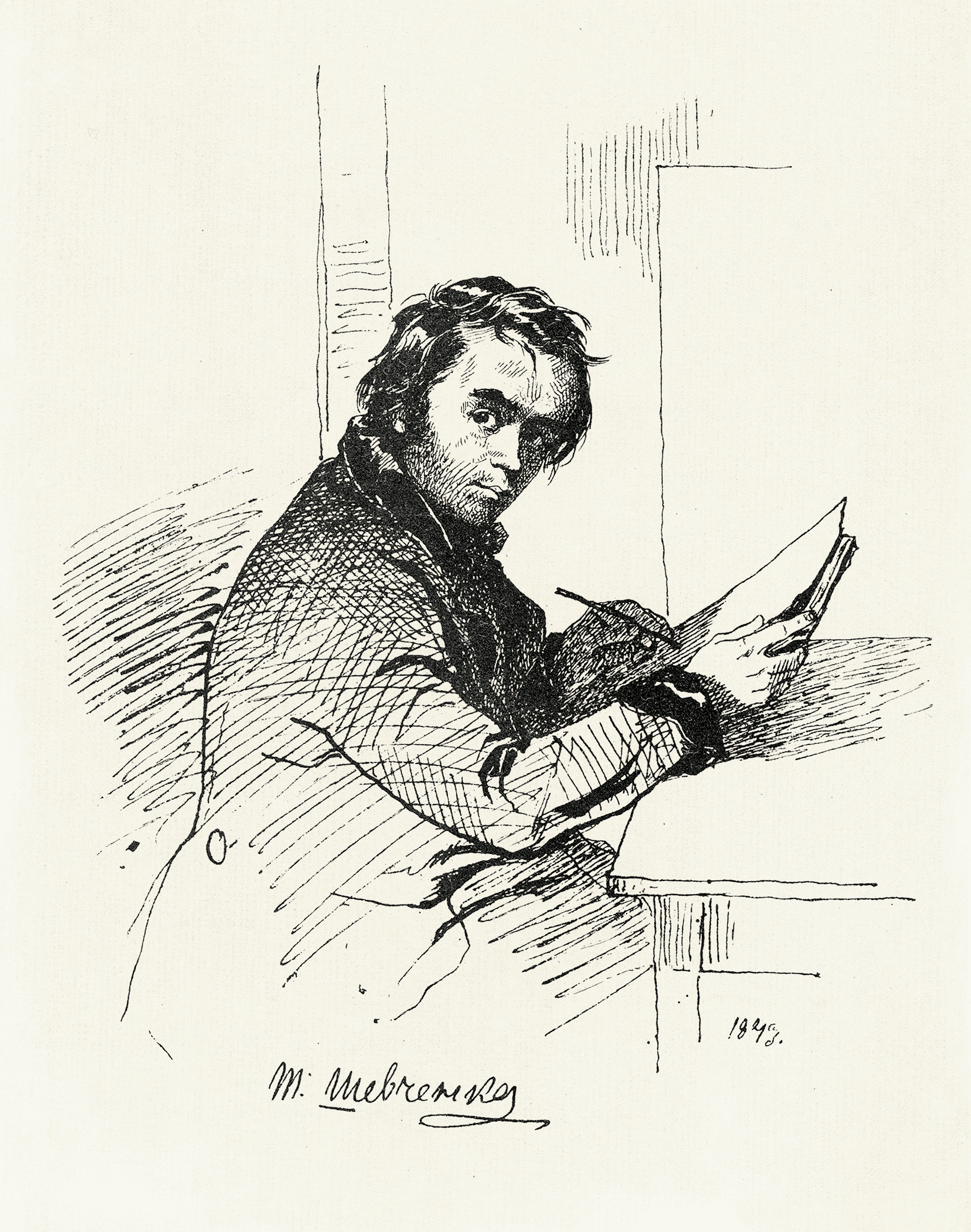
Selbstporträt von Schewtschenko, November 1843

In den darauffolgenden Jahren entstanden – beeinflusst durch zahlreiche Reisen durch seine Heimat, wo Schewtschenko erneut Unfreiheit und Armut, aber auch den alten Zeugnissen ukrainischer Kultur begegnete – immer mehr Werke mit unverhüllt rebellischem Unterton, die ihm in allen Schichten stürmische Bewunderung verschafften. Schewtschenko wurde mit seinem Stil zum Prototyp des ukrainischen Romantikers.
Am 13. Maijul. / 25. Mai 1843greg. reiste Schewtschenko von Sankt Petersburg in die Ukraine ab und machte zunächst auf dem Landgut von Hryhorij Tarnowskyj (Григорій Степанович Тарновський; 1788–1853) in Katschaniwka im Gouvernement Tschernigow halt, von wo aus er auch Abstecher in die benachbarten Ortschaften, unter anderem nach Baturyn, machte. Im Juni 1843 hielt er sich in Kiew auf und traf dort die Dichter Mychajlo Maxymowytsch, Pantelejmon Kulisch und Jewhen Hrebinka. Mit Hrebinka besuchte er am 29. Juni 1843 in Mojssiwka einen dort zweimal jährlich veranstalteten, prunkvollen Ball und lernte dort Jakow de Balmen und seine Verehrerin Warwara Repnina-Wolkonskaja kennen.
Im Juli 1843 stattete er in Kowaliwka dem Adelsmarschall des Gouvernements Poltawa und Sohn von Wassili Kapnist, Alexei Kapnist (Алексей Васильевич Капнист; 1796–1867), einen Besuch ab. Zusammen mit Alexei Kapnist fuhr er nach Jahotyn, wo er, im Auftrag von Hryhorij Tarnowskyj, die Kopie eines Bildes aus der Galerie von Nikolai Grigorjewitsch Repnin-Wolkonski, dem Vater von Warwara Repnina-Wolkonskaja, anfertigen sollte. Am 20. Septemberjul. / 2. Oktober 1843greg. besuchte Schewtschenko in seinem Heimatdorf Kyryliwka seine Geschwister und seinen 87-jährigen Großvater Iwan. Außerdem besuchte er im Juli und August 1843 die naheliegende Stadt Tschyhyryn und daraufhin hielt er sich vom Oktober bis zum Dezember 1843 erneut in Jahotyn auf, um die in Auftrag gegebenen Gemälde fertigzustellen. Am 12. Januar 1844 besuchte er ein zweites Mal das Fest in Mojssiwka. Er blieb bis zum Februar 1844 in der Ukraine und kehrte dann für ein Jahr nach Sankt Petersburg zurück, wo er Ende 1844 den ersten Band der Malerischen Ukraine, einer geplanten Buchserie, publizierte und er am 22. März 1845 die Akademie der Künste mit zwei Silbermedaillen absolvierte, woraufhin ihm der Titel eines „freien Künstlers“ verliehen wurde.

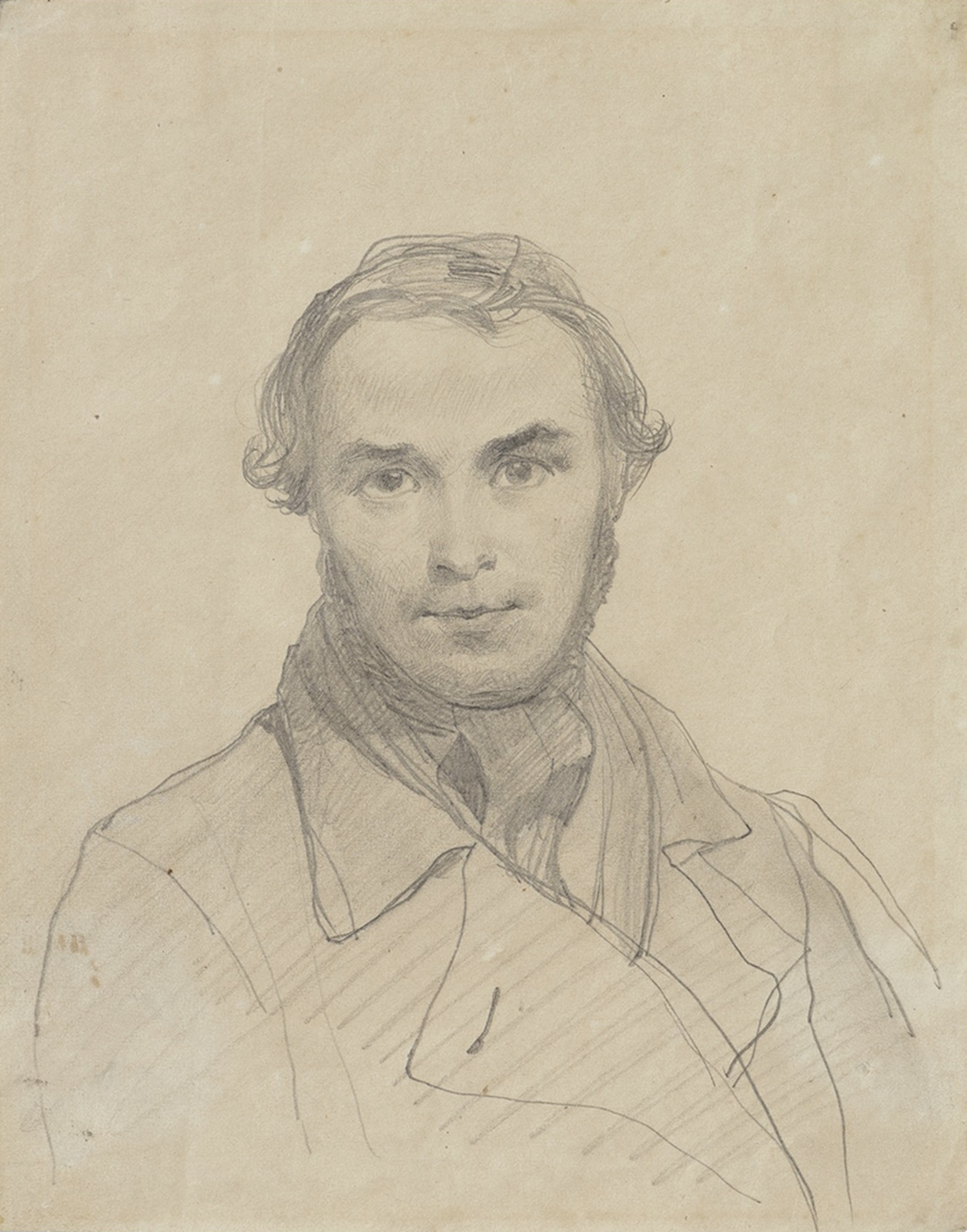
Selbstporträt: gezeichnet in Potoky bei Kiew, August 1845

Am 31. Märzjul. / 12. April 1845greg. fuhr er von Petersburg zunächst nach Moskau, wo er sich mit Michail Schtschepkin und Ossip Bodjanski traf, bevor er über Podolsk, Tula, Orel und Esman zu Wiktor Sabilas Landgut Kukurikowschtschina bei Borsna reiste und am 22. April in Kiew eintraf. Dort wurde er Mitglied der „Kiewer Archäologischen Kommission“ für das Studium antiker Dokumente der Universität Kiew und bereiste die Ukraine, um historische, architektonische und folkloristische Traditionen zu skizzieren. So war er im Frühjahr und Herbst 1845 in Marjanske nahe Myrhorod zu Gast bei Oleksandr Lukjanowitsch (Олександр Андрійович Лук'янович; 1803–1879) und malte dort Landschafts- und Porträtbilder. Im Juli 1845 stattete er dem Dreifaltigkeitskloster in Hustynja einen Besuch ab, Ende des Sommers war er in Andruschi und im September desselben Jahres besuchte er erneut seine Geschwister in Kyryliwka und im benachbarten Selena Dibrowa. Außerdem war er zwischen April und Oktober 1845 abermals in Tschyhyryn. Im August 1845 war er im Dorf Potoky zwei Wochen Gast auf dem Landgut von Wassyl Tarnowskyj senior, den er im Jahr darauf des Öfteren in dessen Kiewer Wohnung zu samstäglichen literarischen Abenden mit Nikolai Kostomarow, Wassyl Biloserskyj und Hryhorij Galagan besuchte.
Sein im Herbst 1845 geschriebenes und Pavel Šafárik gewidmetes Gedicht Ketzer (ukrainisch Єретик Jeretyk) nimmt einen besonderen Platz in seinem Werk ein, da es der Beginn eines weiteren Hauptthemas Schewtschenkos ist: dem Panslawismus. In dem als Anspielung auf den russischen Imperialismus wahrgenommenen Gedicht kombinierte Schewtschenko die historische Handlung um den Tod des tschechischen Reformators Jan Hus mit der Realität seiner Zeit. Weihnachten 1845 hielt er sich in Perejaslaw auf und schrieb dort „Vermächtnis“ (Sapowit), eines seiner bekanntesten Gedichte.
Im Januar 1846 besuchte er letztmals den bereits erwähnten, halbjährlich veranstalteten Ball in Mojssiwka. Von 1846 an lehrte Schewtschenko Malerei an der Kunsthochschule der Kiewer Universität und bewohnte, gemeinsam mit dem Maler Michail Saschin, ein Haus nahe dem Majdan im Zentrum Kiews, in dem sich heute das Literarische Gedenkhaus/ Museum von Taras Schewtschenko befindet. Im Oktober und November 1846 war er im Auftrag des Kiewer Generalgouverneurs Dmitri G. Bibikow im Westen der Ukraine unterwegs und besuchte unter anderem die Städte Schytomyr und Kamjanez-Podilskyj. Am 22. Januar 1847 war er Trauzeuge bei der Hochzeit von Pantelejmon Kulisch und Hanna Barwinok, der Schwester von Wassyl Biloserskyj. Beide Männer waren Mitglieder der panslawistischen, idealistisch-revolutionären „Kyrill-und-Method-Bruderschaft“, der sich auch Schewtschenko ein Jahr zuvor angeschlossen hatte.

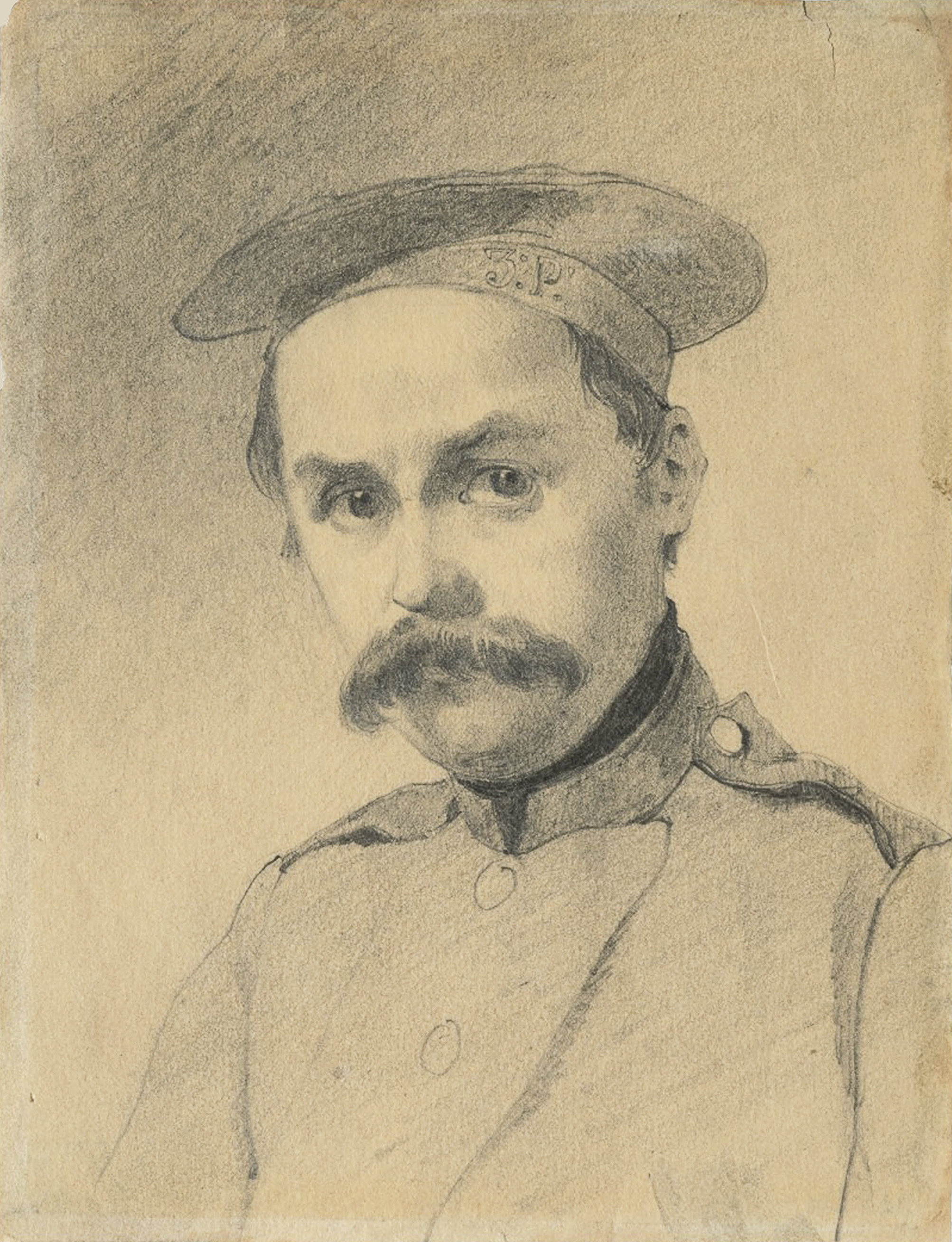
Schewtschenko als Soldat; Selbstbildnis von 1847

### Festnahme und Exil
Nachdem die Bruderschaft von einem Studenten verraten wurde, verhaftete man ihn am 5. April 1847, unmittelbar nachdem er von einer Reise nach Kiew zurückgekehrt war, führte ihn anschließend dem Gouverneur Iwan Funduklei vor und inhaftierte ihn daraufhin für eine Nacht in einem Kiewer Gefängnis.
Am darauf folgenden Tag verbrachte man die Mitglieder der Organisation als Gefangene in die Sankt Petersburger Peter-und-Paul-Festung und die dritte Abteilung der Hofkanzlei (Третье отделение) übernahm die Ermittlungen. Schewtschenko wurde besonders schwer belastet, da man bei ihm Dichtungen fand, die als revolutionär eingestuft wurden und den russischen Kaiser und dessen Frau in satirischer Weise behandelten. Der Chef der Geheimpolizei Graf Alexei Orlow schrieb, nach Durchsicht von Schewtschenkos ungedruckten Werken, an Kaiser Nikolaus I.:

„Mit der Verbreitung seiner Gedichte in der Ukraine könnten Ideen über die Möglichkeit des Bestehens der Ukraine als eines selbstständigen Staates Wurzeln schlagen.“

Während der Haft in Sankt Petersburg schrieb er den Gedichtzyklus In der Kasematte (ukrainisch В казематі W kasemati), der den Beginn seines schwierigsten, späten Lebensabschnitts (1847–1857) markierte. Da ihm die Mitgliedschaft in der Bruderschaft nicht nachgewiesen werden konnte, wurde er für die Niederschrift der Gedichte Der Traum, Der Kaukasus und Der Brief, die die Unterdrückung der Ukraine beklagten, am 30. Mai 1847 zu einem lebenslangen Dasein als einfacher Soldat verurteilt. Man verbannte ihn und untersagte ihm auf Lebenszeit die Rückkehr in die Ukraine. Zudem fügte Kaiser Nikolaus I. dem Urteil eigenhändig hinzu, dass er unter strenge Aufsicht zu stellen sei und ihm das Schreiben und Malen verboten ist.

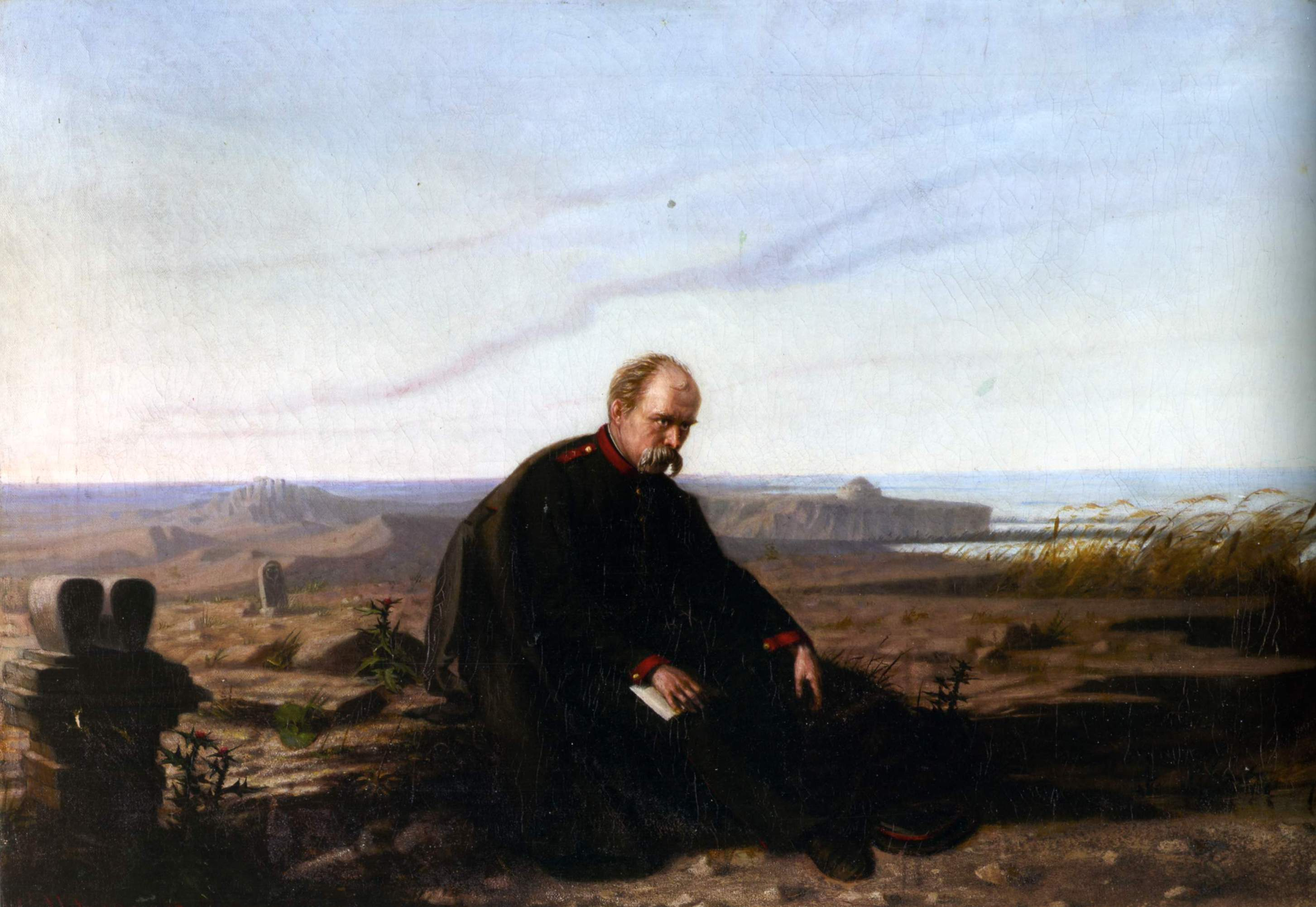
Schewtschenko im Exil; Kornylo Ustyjanowytsch 1860/70

Zwei Tage nach der Verurteilung wurde er in Begleitung eines Polizisten nach Orenburg überstellt, wo er am 1. Juni 1847 eintraf und gleich zur Festung Orsk verlegt wurde. Dort am 8. Juni 1847 angekommen, verbrachte er als Soldat die erste Zeit seiner Verbannung. Nach einiger Zeit wurde ihm, unterstützt von den Offizieren seiner Militäreinheit, erlaubt, in Orenburg zu leben und Zivilkleidung zu tragen. Von Oktober 1848 bis Mai 1849 nahm er unter der Leitung von Alexei Butakow an einer Expedition zur Erkundung des Aralsees teil, bei der ihm die Aufgabe zufiel, die erforschten Landschaften für wissenschaftliche Zwecke zu skizzieren. Durch dieses Umgehen des Malverbotes konnte Schewtschenko 200 Gemälde und Skizzen anfertigen.
Während der Expedition beschrieb Alexei Butakow erstmals eine Bucht des Nördlichen Aralsees, die er Paskewitsch-Bucht nannte und die 1961 in Schewtschenko-Bucht umbenannt wurde. In Orenburg lernte er die ebenfalls dorthin verbannten Edward Żeligowski und Bronisław Zaleski kennen, denen er noch über Jahre hinweg freundschaftlich verbunden blieb. Nachdem er so einige Monate in relativer Freiheit leben konnte, wurde er von einem Leutnant denunziert, Zivilkleidung zu tragen und heimlich zu dichten und zu malen. Am 27. April 1850 wurde er deshalb erneut verhaftet und nach einem einwöchigen Prozess in einen noch abgelegeneren Außenposten verbannt: die Festung Nowopetrowsk, das heutige Fort Schewtschenko am Kaspischen Meer. Von dort aus nahm er zwischen dem 28. Mai und dem 7. September 1851 als Künstler an der Karatau-Expedition teil, wo er erneut Gelegenheit zum Zeichnen erhielt. Trotz des Schreib- und Malverbots entstanden in dieser Zeit Dichtungen, die unter Pseudonym von Freunden veröffentlicht wurden, sowie Gemälde, die er sogar verkaufen konnte.

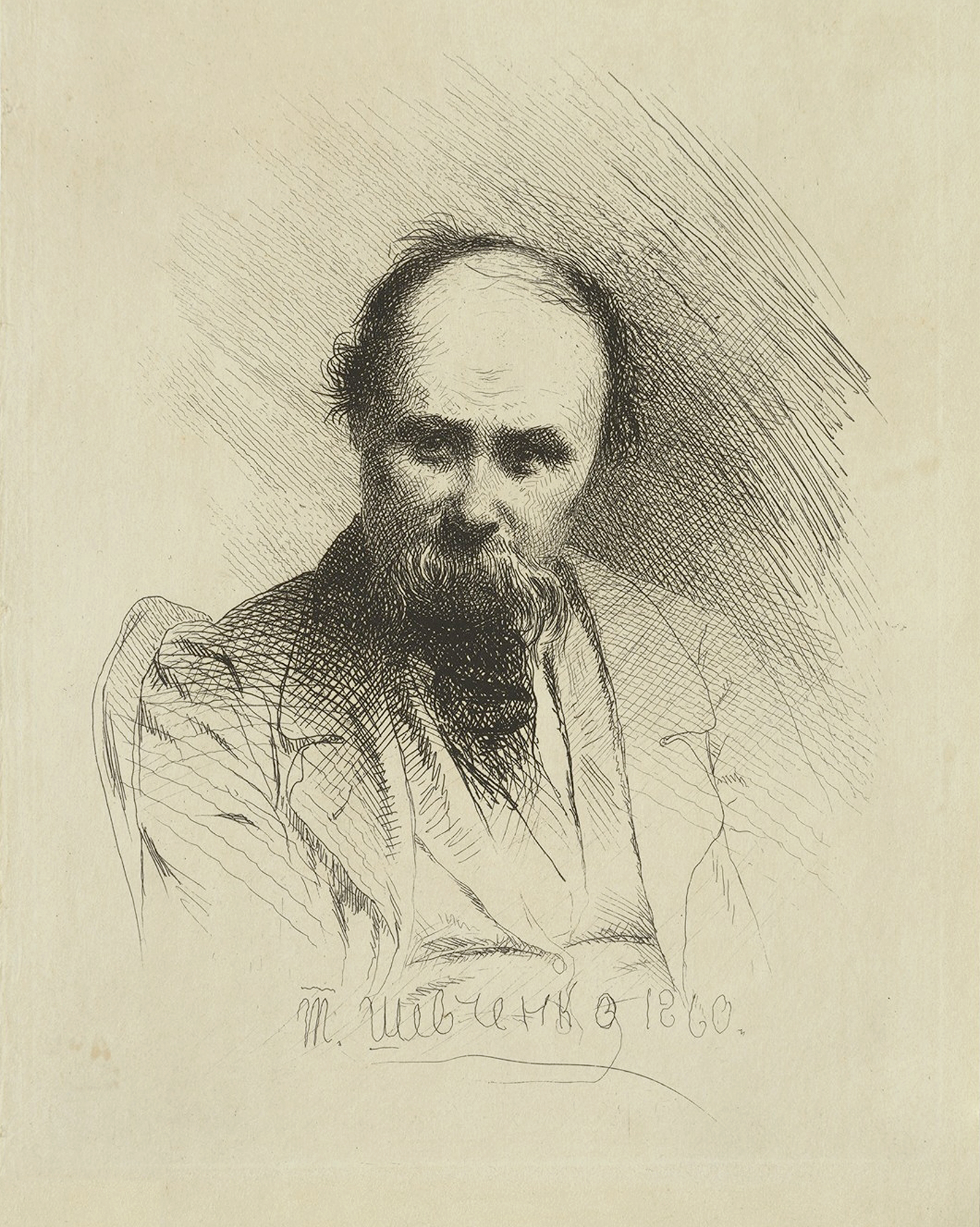
Selbstporträt von 1860

### Letzte Lebensjahre
Nach dem Tod von Nikolaus I. erreichten 1857 einflussreiche Freunde, darunter der Vizepräsident der Kunstakademie Fjodor Tolstoi, Schewtschenkos Begnadigung und die Wiederverleihung des Titels eines Künstlers. Am 2. Mai 1857 wurde er aus seinem Exil in Nowopetrowsk entlassen, durfte jedoch zunächst nicht nach Sankt Petersburg zurückkehren, sondern erhielt die Order, sich in Nischni Nowgorod niederzulassen. So reiste er über das Kaspische Meer nach Astrachan und weiter über die Wolga nach Nischni Nowgorod, wo er am 20. September 1857 eintraf, sich der Malerei und der Dichtung widmete und den Schriftsteller Pawel Melnikow kennenlernte. Nachdem er am 1. März 1858 die Erlaubnis erhalten hatte, nach Petersburg zu ziehen, verließ er am 7. März Nischni Nowgorod zunächst in Richtung Moskau, das er am 10. März 1858 erreichte. Dort verbrachte er einige Tage und traf unter anderem am 22. März Sergei Aksakow, bevor er weiter nach Petersburg reiste, wo er am 27. März eintraf. Zunächst wohnte er bei Oleksandr Lasarewskyj und zog dann in seine eigene Werkstatt in der Kunstakademie. Dort lebte und arbeitete er unter geheimer Aufsicht der Polizei und strengster Zensur, unterstützt von wohlhabenden Freunden und gefeiert, aber auch gefürchtet von der russischen Gesellschaft. Am 3. Mai 1858 lernte er den Graveur Fjodor Iordan kennen, der ihn von diesem Zeitpunkt an bei der Erstellung seiner Gravuren beriet. Außerdem freundete er sich mit Pawel Jakuschkin an und machte sich mit dem Schriftsteller Nikolai Tschernyschewski bekannt, die sich beide in russischen revolutionären Kreisen bewegten, und pflegte zudem engen Kontakt mit polnischen revolutionären Demokraten wie Zygmunt Sierakowski.
Im Mai 1859 erhielt er nach langen Bemühungen die Erlaubnis, in die Ukraine zu fahren. Nach seiner Ankunft in der Ukraine besuchte er Verwandte in seinem Heimatdorf und seine in der Ukraine lebenden Freunde. So war er erneut auf dem Gut in Katschaniwka im Gouvernement Tschernigow zu Gast, wo er Wassyl Tarnowskyj senior besuchte, dessen Sohn Wassyl Tarnowskyj junior später eine der umfangreichsten und bedeutendsten Gedenksammlungen zu Schewtschenko schuf und sich um den Erhalt und Ausbau von dessen Grabstätte kümmerte.
Schewtschenko wollte sich ein Stück Land und ein Haus kaufen und bei Kaniw niederlassen, jedoch wurde er erneut denunziert, am 15. Juli beim Dorf Prochoriwka, wo er seinen Freund Mychajlo Maxymowytsch besuchte, verhaftet, in Tscherkassy inhaftiert und am 24. Juli 1859 mit dem Dampfschiff nach Kiew verbracht. Nur durch das persönliche Wohlwollen des Kiewer Generalgouverneurs Fürst Illarion I. Wassiltschikow wurde er Mitte August 1859 wieder entlassen und zurück nach Sankt Petersburg geschickt, wo er am 7. September 1859 ankam. Dort unterhielt er weiterhin Kontakt zu Oppositionellen wie Andrei Krassowski und verlobte sich am 28. Juli 1860 kurzzeitig mit der neunzehnjährigen Lukerija Polusmak (Лукерія Полусмак; 1840–1917), einem ukrainischen Dienstmädchen der Schwester von Hanna Barwinok, und wurde am 2. September 1860 zum Akademiker der russischen Kunstakademie ernannt.

### Tod und Umbettung
1861 litt er an Angina pectoris und starb am 10. März um 5.30 Uhr, einen Tag nach seinem 47. Geburtstag und eine Woche nach der Abschaffung der Leibeigenschaft in Russland, umgeben von seinen Freunden in Sankt Petersburg.

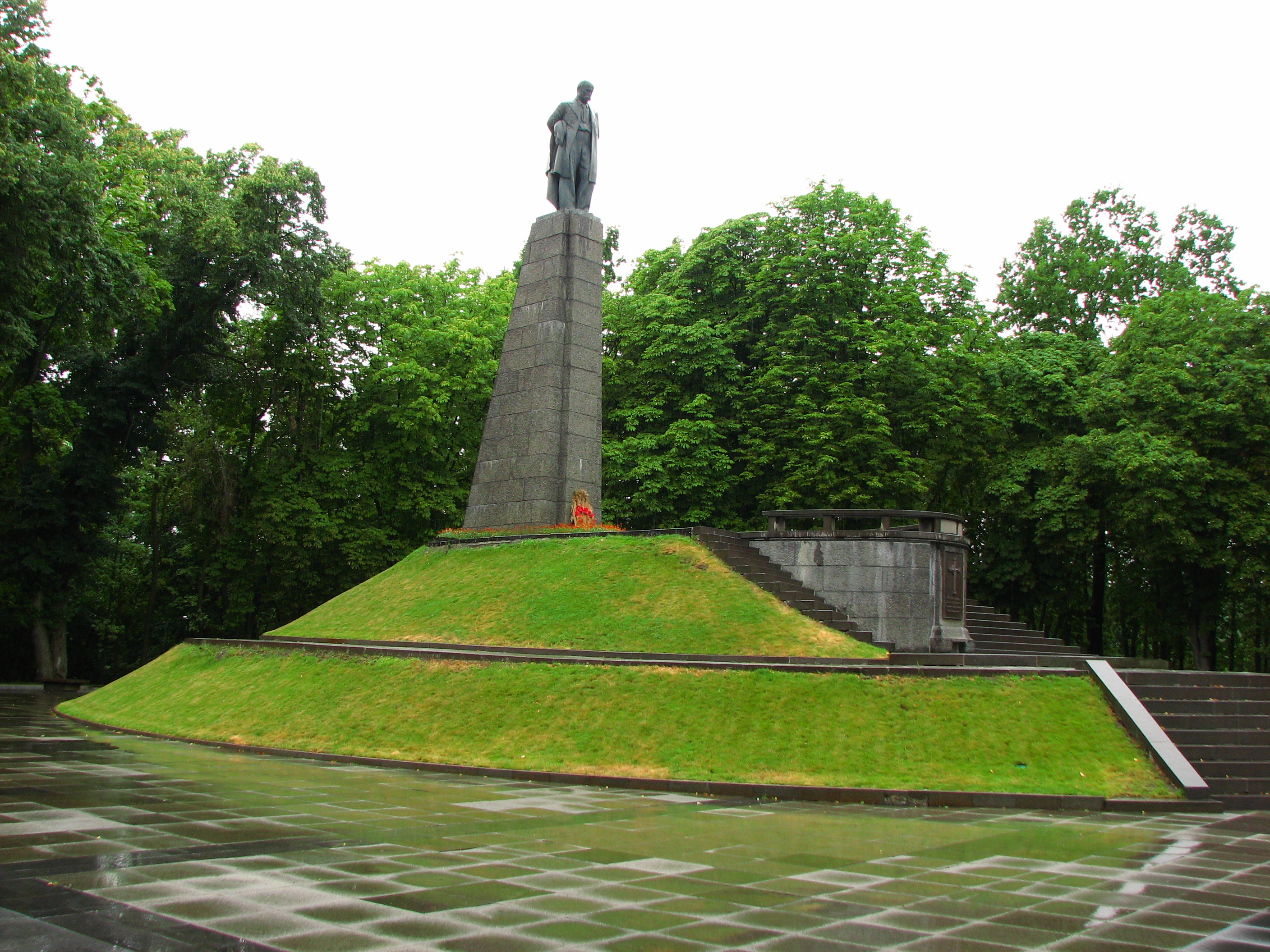
Taras-Schewtschenko-Grabmal in Kaniw, 2016

An seiner Beerdigung auf dem Smolensker Friedhof in Petersburg am 1. Märzjul. / 13. März 1861greg. nahmen zahlreiche Menschen teil, darunter die russischen Dichter Fjodor Dostojewski, Nikolai Nekrassow, Michail Saltykow-Schtschedrin, Nikolai Leskow und der Literaturhistoriker Alexander Pypin. Die Grabreden hielten Pantelejmon Kulisch, Nikolai Kostomarow und Wassyl Biloserskyj.

„Es giebt Niemanden unter uns, der am Grabe Schewtschenkos ein vaterländisches ukrainisches Wort zu sprechen würdig wäre, denn nur ihm hat sich die ganze Kraft und Schönheit dieser Sprache offenbart. Doch danken wir ihm das Recht, dieselbe in diesem weiten Reiche (Rußland) hören zu lassen… Schewtschenkos Hauptverdienst besteht darin, nicht daß er uns gelehrt hat, wie wir verderbenbringend Städte und Dörfer erobern, sondern daß er uns das lebenbringende Wort der Wahrheit verkündet hat.“

Bereits 58 Tage nach der Beisetzung wurde der Sarg mit den sterblichen Überresten von Schewtschenko am 26. Apriljul. / 8. Mai 1861greg. mit dem Zug zum Moskauer Nikolaibahnhof und dann mit dem Pferdewagen über Serpuchow, Tula, Orjol, Sewsk, Hluchiw, Krolewez, Baturyn, Nischyn, Nossiwka, Bobrowyzja und Browary in die Ukraine überführt. Er setzte über die Kiewer Nikolaus-Kettenbrücke über den Dnepr und wurde zunächst in der Christi-Geburt-Kirche in Kiew-Podil aufgebahrt. Hier nahm die Kiewer Bevölkerung Abschied von ihm und es kam die – von den Verwandten des Dichters unterstützte – Idee auf, Schewtschenko in Kiew zu bestatten. Jedoch verteidigte Hryhorij Tschestachiwskyj, als einer der Initiatoren und Organisator der Umbettung Schewtschenkos, den Plan der Beisetzung in Kaniw. So wurden die sterblichen Überreste am 8. Maijul. / 20. Mai 1861greg. mit dem Dampfschiff Krementschuk auf dem Dnepr von Kiew nach Kaniw gefahren und dort für einen Trauergottesdienst in der Himmelfahrts-Kathedrale aufgebahrt. Die gesamte Überführung wurde eine Demonstration des ukrainischen Selbstbehauptungswillens, wie ihn das Russische Kaiserreich bis dahin nicht erlebt hatte: Zehntausende Menschen säumten den Weg nach Kaniw.
Am 10. Maijul. / 22. Mai 1861greg. wurde er in Anwesenheit unter anderem von Mykola Lyssenko, Wiktor Sabila und Schewtschenkos Freund aus frühen Petersburger Tagen Iwan Soschenko am Ufer des Dnepr beigesetzt, wie er es sich in seinem Gedicht Vermächtnis („Sapowit“) gewünscht hatte. Ihm zu Ehren ist dort, am Hang des (nach ihm benannten) Taras-Berges, eine Gedenkstätte errichtet.

## Ehrungen

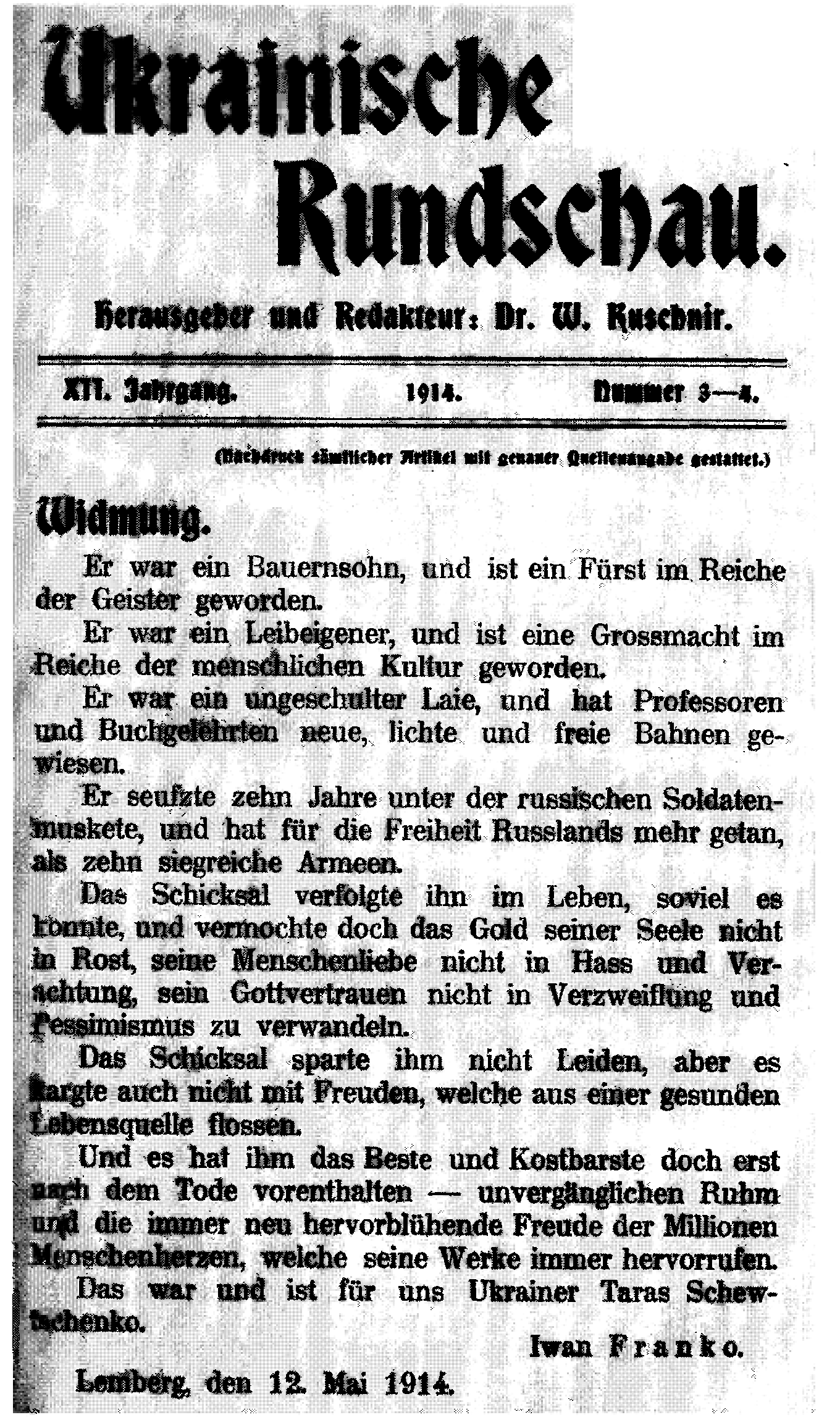
Hundertjahrfeier von Taras Schewtschenko. Nachruf von Iwan Franko; Wien 1914

Taras Schewtschenko wird in der Ukraine als die bedeutendste historische und literarische Gestalt verehrt. Gedichte wie Vermächtnis („Sapowit“) aus seiner Gedichtsammlung Kobsar sind bis heute im Bewusstsein aller Generationen und Gesellschaftsschichten tief verankert. Bei den Kundgebungen der Orangen Revolution 2004 auf dem Majdan in Kiew und des Euromaidan 2013/2014 wurden wieder und wieder Gedichte von Taras Schewtschenko rezitiert. Der Ukraine-Historiker Andreas Kappeler wies in diesem Zusammenhang darauf hin, dass im Westen zwar der russische Dichter Puschkin bekannt sei, kaum einer kenne aber Schewtschenko als ukrainischen Nationaldichter. Laut dem ukrainischen Historiker und Philosophen Andrij Portnow wird das Œuvre Taras Schewtschenkos heute von diversen gesellschaftlichen Gruppen instrumentalisiert.
Sein Porträt ziert den ukrainischen 100-Hrywen-Schein und den transnistrischen 50-Rubel-Schein. Im März 1997 gab die ukrainische Nationalbank eine 200-Hrywnja-Goldmünze mit seinem Konterfei heraus.
In der Ukraine sind ihm zu Ehren 835 Straßen und Plätze sowie 352 Orte benannt (siehe dazu auch Rajon Schewtschenko, Schewtschenkowe und Korsun-Schewtschenkiwskyj).
Weltweit gibt es 1384 Denkmäler und Gedenkstätten in 35 Ländern, davon 1256 in der Ukraine, die Taras Schewtschenko gewidmet sind. Im November 2015 wurde im lettischen Riga ein Denkmal für Schewtschenko enthüllt. Auch in westlichen Hauptstädten finden sich seine Denkmäler: So befindet sich seit 1964 ein Taras-Schewtschenko-Denkmal in der amerikanischen Hauptstadt Washington, D.C., seit 1971 ein Denkmal in Argentiniens Hauptstadt Buenos Aires, seit 1973 eines in Italiens Hauptstadt Rom und im Quartier Saint-Germain-des-Prés der französischen Hauptstadt Paris befindet sich auf dem Square Taras-Chevtchenko ▼ eine Büste mit seinem Konterfei.
Das Kreuzfahrtschiff Taras Shevchenko trug ebenso seinen Namen, wie ihn aktuell die Wissenschaftliche Gesellschaft Schewtschenko, der 4200 m hohe Pik Schewtschenko im Kaukasus seit 1939 und die Schewtschenko-Bucht (kasachisch Шевченко шығанағы) des Nördlichen Aralsees seit 1961 trägt.
In Kiew gibt es, neben einem Taras-Schewtschenko-Boulevard und einem Taras-Schewtschenko-Denkmal im Schewtschenko-Park ein Taras-Schewtschenko-Opernhaus, das Nationale Schewtschenko-Museum sowie die bekannteste Kiewer Universität, die nach ihm benannt ist.
Der als höchste Auszeichnung der Ukraine in Kultur und Kunst geltende Taras-Schewtschenko-Preis wurde nach ihm benannt und wird jährlich an verdiente Künstler verliehen. Ebenfalls seinen Namen trägt das in den 1960er Jahren von Jewhen Lasarenko im Donezbecken entdeckte Mineral Tarasovit. Ukrainische Emigranten in Kanada führen ein Taras Schewtschenko-Museum in Toronto.
Außerhalb der Erde trägt der Merkurkrater Shevchenko seinen Namen und auch der Ende 1976 entdeckte Asteroid (2427) Kobzar wurde zu Ehren des Großen Kobsar, wie Schewtschenko auch genannt wird, benannt.
Am 9. März 2014 wurde Schewtschenko zu seinem 200. Geburtstag mit einem Google Doodle geehrt.

## Werke

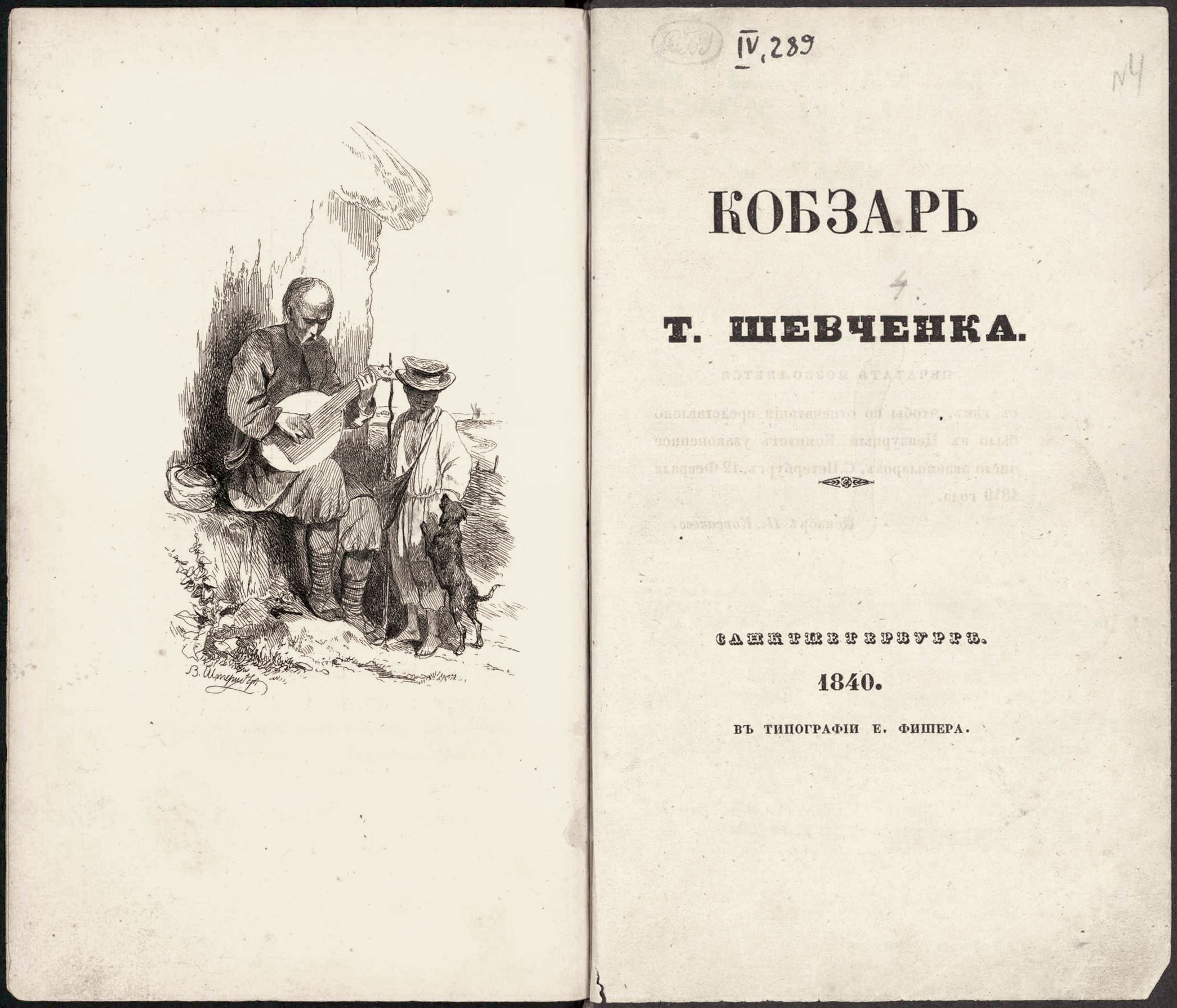
Frontispiz und Titelseite der Erstausgabe des Kobsar von 1840; Zeichnung von Wassili Sternberg

Schewtschenkos Themen basierten überwiegend auf der ukrainischen Geschichte, der Leibeigenschaft und dem Schicksal des einfachen Volkes. Den Großteil seiner Arbeit schrieb er in der ukrainischen Sprache, einige Gedichte, sein Drama Nasar Stodolja (Назар Стодоля, 1843) und seine Prosa verfasste er in Russisch.
Schewtschenkos von Sehnsucht geprägte Lyrik basiert auf den melodie- und stimmungsmäßig vielfältigen ukrainischen Volksliedern, was die Musikalität seines Werks begründet. So ist zu erklären, dass über 120 Komponisten, darunter Peter Tschaikowski, Nikolai Rimski-Korsakow und Sergei Rachmaninow, nahezu 1500 seiner Werke musikalisch interpretierten. Allein Mykola Lyssenko vertonte 90 seiner Werke.
Man geht davon aus, dass die Poesie von Mykola Markewytsch, den Schewtschenko persönlich aus Sankt Petersburg kannte, einen bedeutenden Einfluss insbesondere auf seine frühen Werke wie Perebendja (Перебендя) und Do Osnowjanenka (До Основ'яненка) hatte.

### Lyrik

Denkmal zu Ehren Schewtschenkos Gedicht Vermächtnis in Perejaslaw

- Kateryna, 1838
- Kobsar (Gedichtsammlung), 1840
- Die Hajdamaken,[83] 1841 (das Gedicht wurde von Lew Alexandrowitsch Mei ins Russische übersetzt, auf dieser Übersetzung basiert Modest Mussorgskis Komposition Hopak.)
- Tschyhyryn, 1844
- Kawkas („Kaukasus“), 1845
- Cholodnyj Jar („Die kalte Schlucht“), 1845
- Sapowit („Vermächtnis“), 1845

### Werkausgaben
- Taras Schewtschenko. Ausgewählte gedichte (1939)
- Taras Schewtschenko. Der Künstler (1939)
- Taras Schewtschenko. Die Haidamaken und andere Dichtungen (1951)
- Taras Schewtschenko. Der Kobsar. Moskau: Verlag für fremdsprachige Literatur (1962)
- Taras Schewtschenko. Meine Lieder, meine Träume. Gedichte und Zeichnungen (1987)
- Taras Schewtschenko. Ausgewählte gedichte (1994)
- Taras Schewtschenko. Katerina und ausgewählte Gedichte (2009)

Die meisten von Schewtschenkos Manuskripten befinden sich, auf Basis der Sammlung von Wassyl Tarnowskyj junior, im Literaturinstitut der Nationalen Akademie der Wissenschaften der Ukraine. In der Wernadskyj-Nationalbibliothek der Ukraine lagert eine mit über 15.000 Artikeln einzigartige, von Jurij Meschenko zusammengetragene, Sammlung. Im Nationalen Taras-Schewtschenko-Museum befindet sich die größte Sammlung veröffentlichter Ausgaben von Schewtschenkos Werken sowie von Dokumenten zu seinem Leben und Werk. Neben den genannten Institutionen in Kiew besitzen Museen, Archive und Bibliotheken in Sankt Petersburg, Moskau, Krakau und Genf sowie in der Ukraine weitere Manuskripte von ihm.

### Bilder
Schewtschenkos künstlerischer Nachlass ist höchst umfangreich: Es sind etwa 850 seiner Werke erhalten geblieben, weitere etwa 250 Werke sind verschollen und weitere 250 Gemälde und Zeichnungen wurden ihm von Kennern oder aus Tradition zugesprochen. Eine Vielzahl seiner Bilder befindet sich im Nationalen Museum Taras Schewtschenko und in der Nationalen Akademie der Wissenschaften der Ukraine in Kiew.

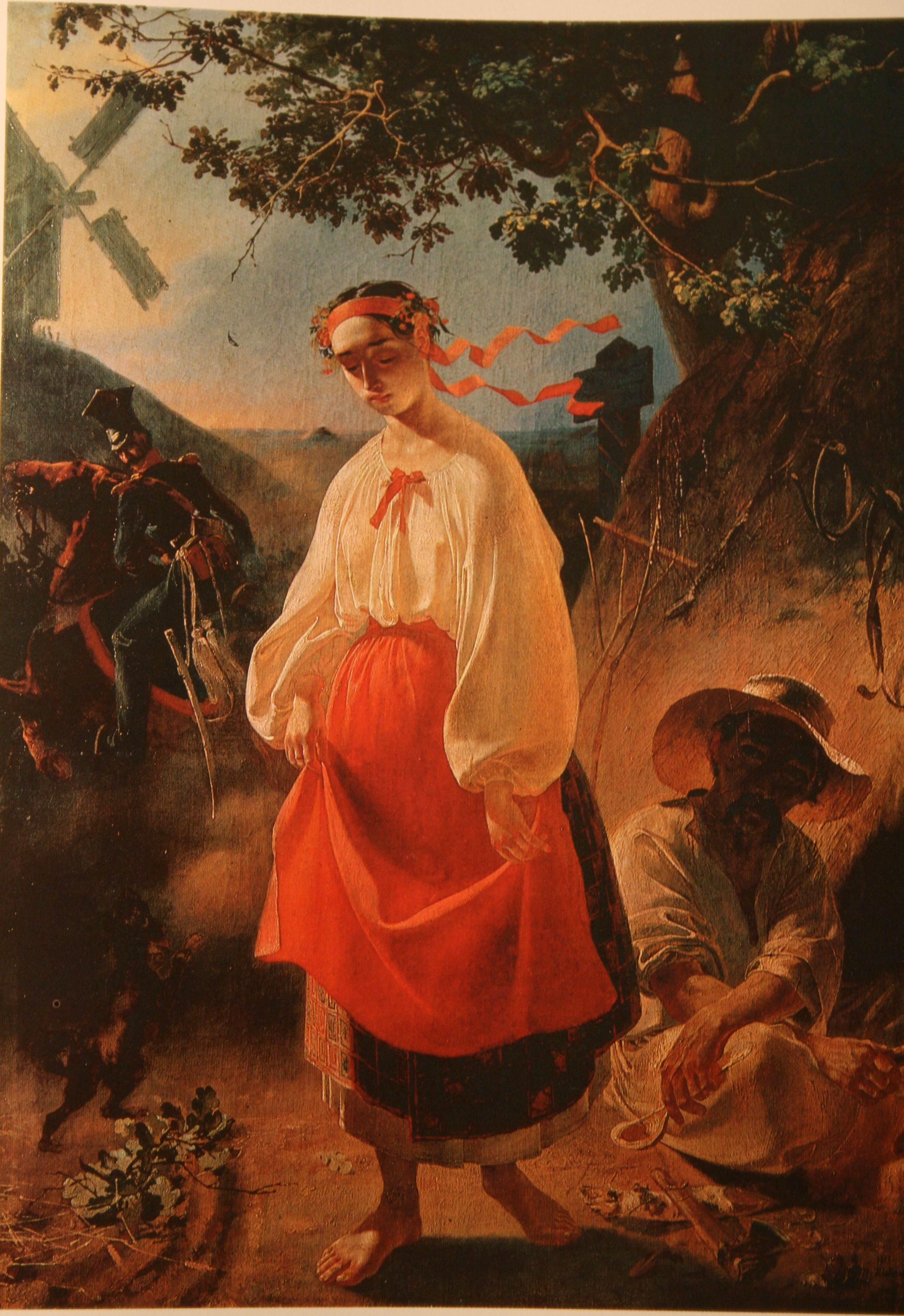
Kateryna (Öl, 1842)
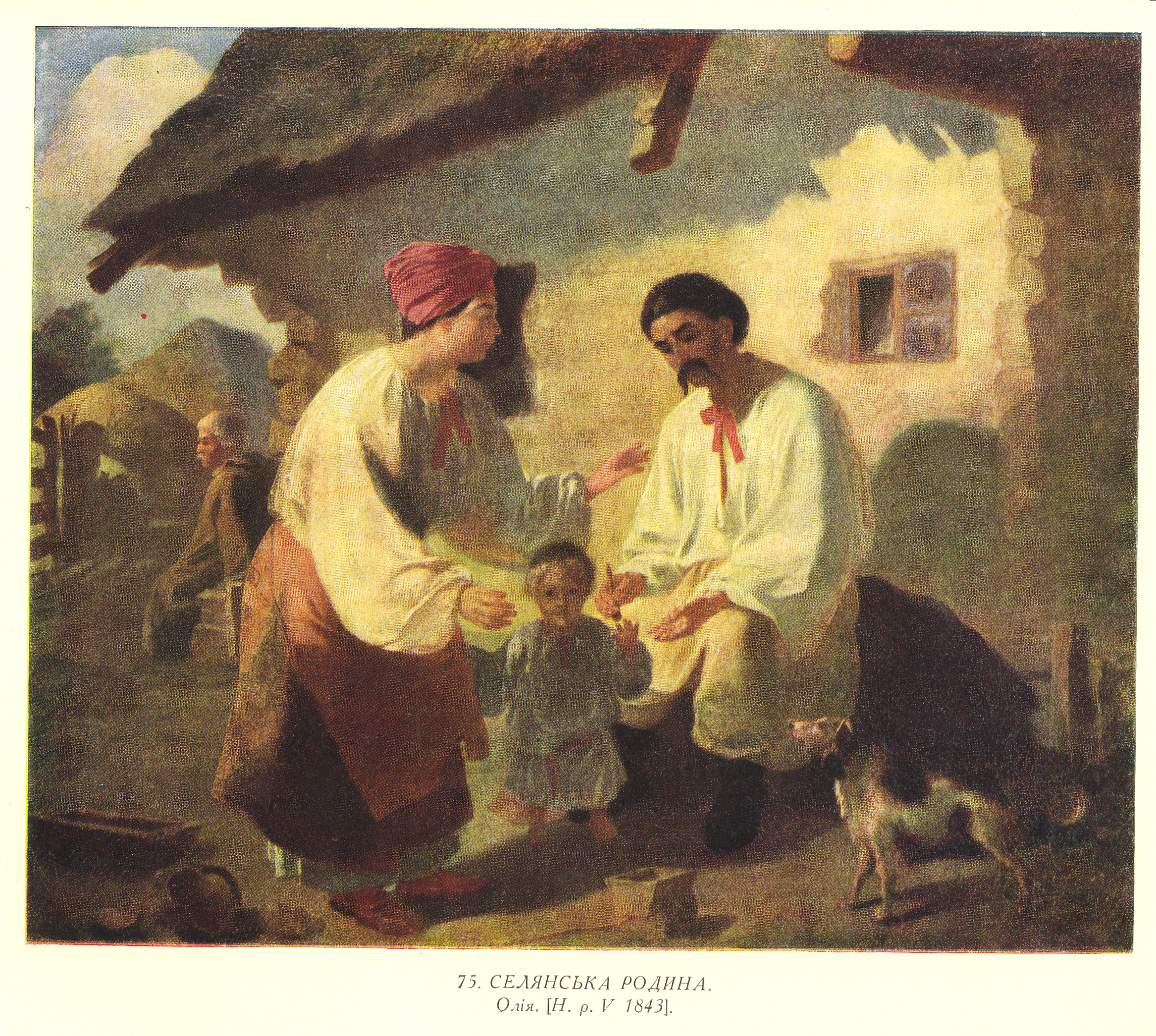
Bauernfamilie (1843)
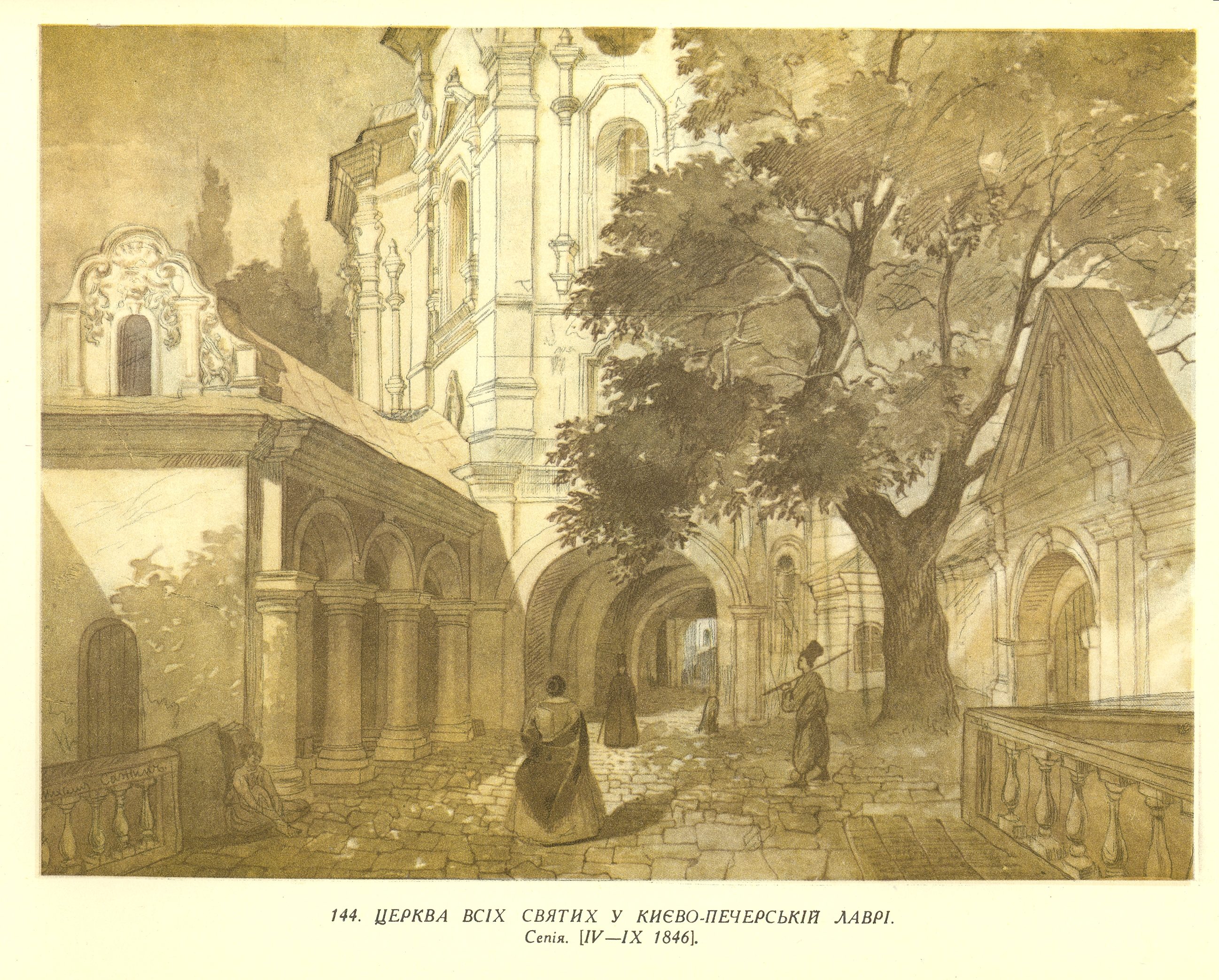
Allerheiligenkirche im Kiewer Höhlenkloster (Papier, Sepia, 1846)
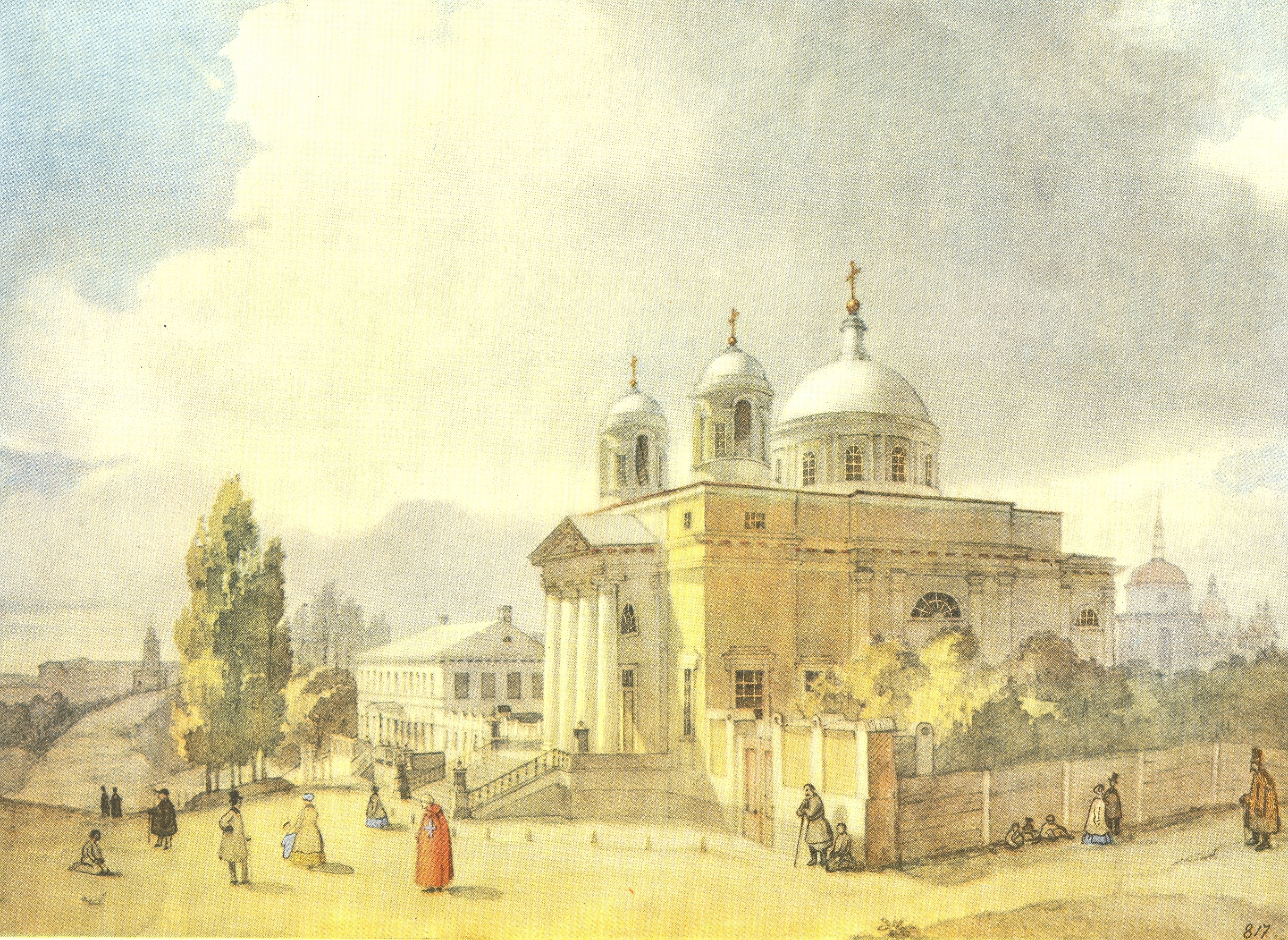
Alexanderkirche in Kiew (1846)
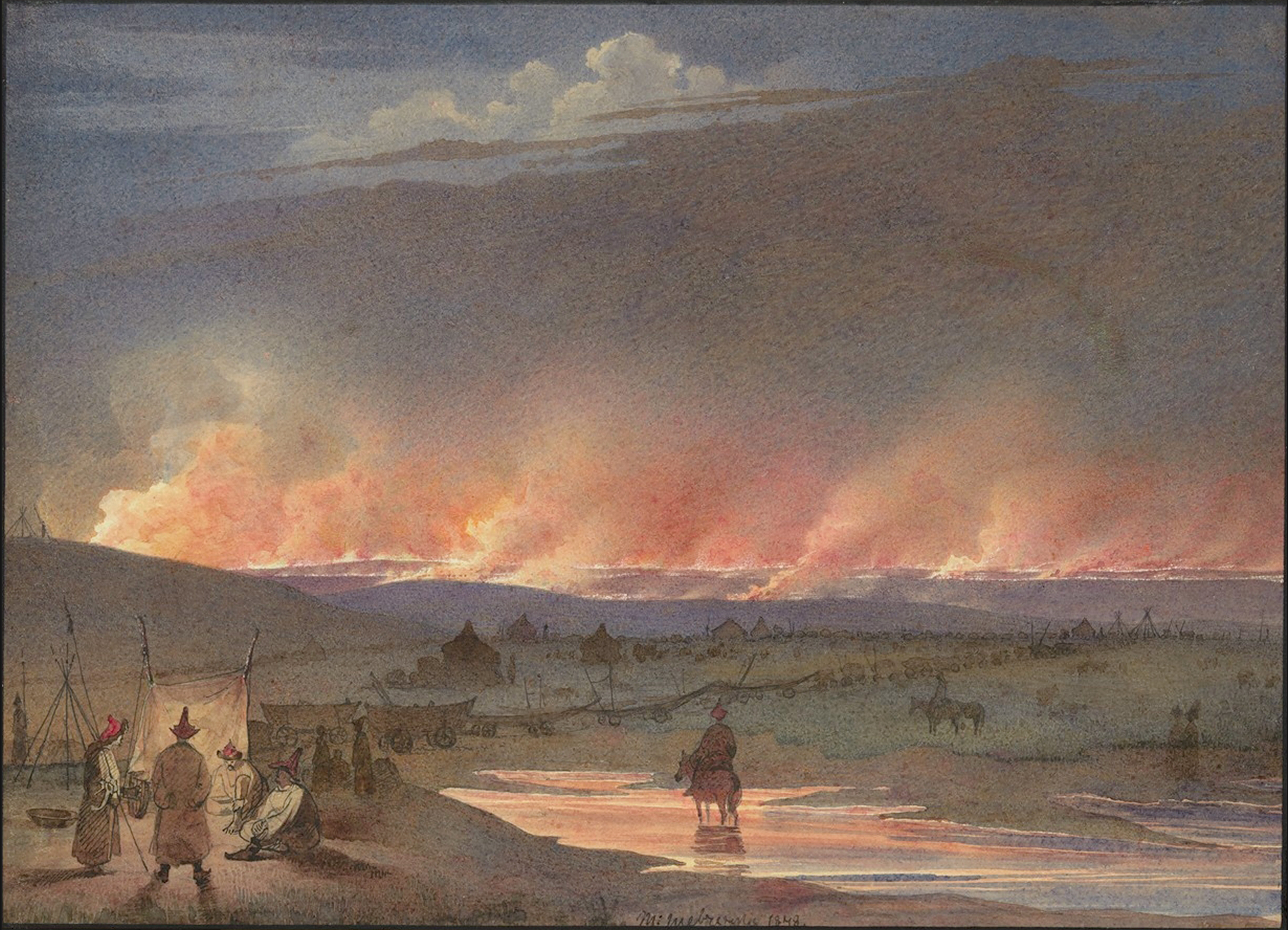
Steppenbrand (Aquarell, 1848)
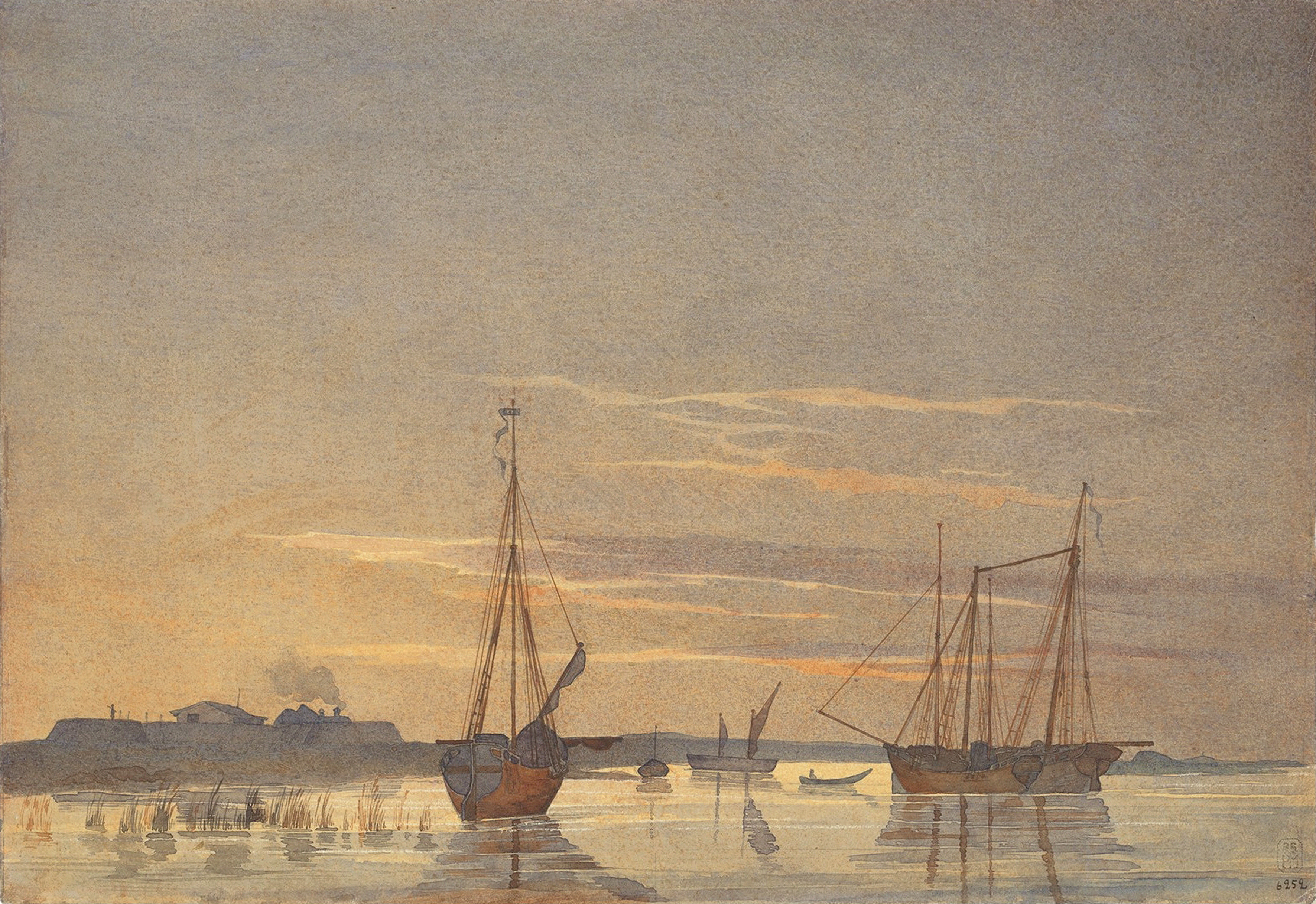
Schoner auf dem Aralsee (1848)
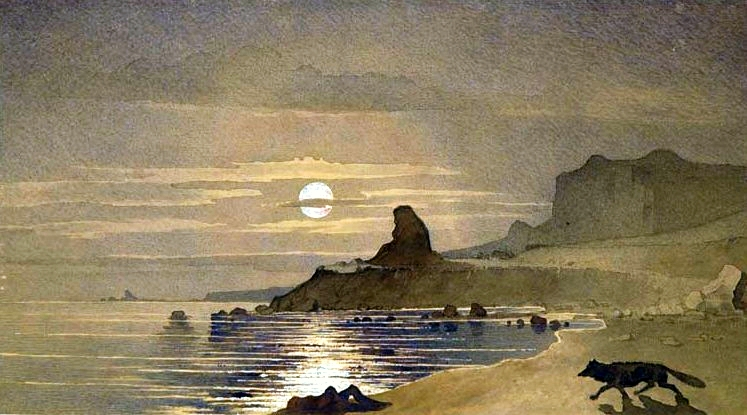
Kaspisches Meer (vor 1850)
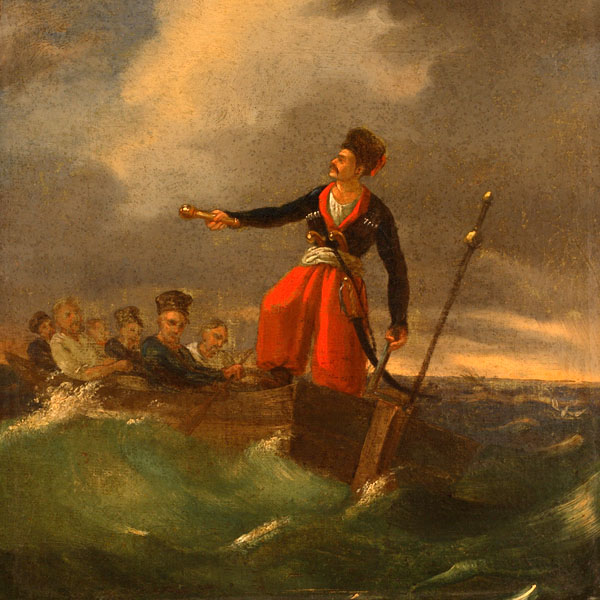
Hamalia (1842 ?)

## Filmografie
Schewtschenkos Leben und Werk wurde mehrmals verfilmt. Zu den bekanntesten Verfilmungen gehören:
- Taras Schewtschenko (Sowjetunion 1926) Regie: Pjotr Tschardynin; Stummfilm mit Amwrossij Butschma (ukrainisch Амвросій Максиміліанович Бучма) in der Rolle Schewtschenkos.[86]
- Nasar Stodolja (Sowjetunion 1936) Regie: Georgi Tassin; die erste Verfilmung des gleichnamigen Werks von Taras Schewtschenko. Titelrolle: Alexander Serdjuk.[87]
- Taras Schewtschenko (Deutscher Titel: Gesprengte Fesseln; Sowjetunion 1951) Regie: Igor Sawtschenko; Drama, in dem Schewtschenko von Sergei Bondartschuk dargestellt wurde.[88]
- Son (zu deutsch: Traum; Sowjetunion 1964) Regie: Wolodymyr Denyssenko; Iwan Mykolajtschuk in der Hauptrolle.[87]
- Kapitanscha (zu deutsch: Kapitän; Sowjetunion 1987) Regie: Borys Krasnow; Die Hauptrolle spielte Bohdan Stupka.[87]
- Taras Schewtschenko. Vermächtnis (Ukraine 1992 bis 1997) Regie: Stanislaw Klymenko; 12-teilige Fernsehserie. Taras Denyssenko in der Rolle Taras Schewtschenkos.[87]
- Taras. Rückkehr (ukrainisch Тарас. Повернення Taras. Powernennja; Ukraine 2019) Regie: Oleksandr Denyssenko; Film über die Zeit von Taras Schewtschenkos Exil in Kasachstan. Titelrolle: Borys Orlow.[89]

## Rezeption
In Andrei Kurkows Roman Petrowitsch erlebt der Protagonist auf der Suche nach den „geheimen Tagebüchern des ukrainischen Vorzeigedichters Taras Schewtschenko“ mancherlei Abenteuer.

## Untersuchung des Lebens und Schaffens von Schewtschenko
Die wissenschaftliche Untersuchung des Lebens, Schaffens und der vielseitigen Tätigkeit von Taras Schewtschenko sowie seiner Bedeutung in der Osteuropäischen Geschichte und in dem weltliterarischen Prozess ist das Objekt des wissenschaftlichen Bereiches der Schewtschenkowissenschaft (ukrainisch Шевченкознавства Schewtschenkosnawstwa). Das Studium seines Erbes ist eine unerschöpfliche und facettenreiche Aufgabe, weshalb die Schewtschenkowissenschaft als interdisziplinärer Zweig wissenschaftlicher Erkenntnisse von verschiedenen Forschungsbereichen (biografisch, bibliografisch, literarisch, textologisch, sprachlich, lexikografisch, kunstpädagogisch, ästhetisch, psychologisch, gesellschaftspolitisch u. a.) geprägt ist.